# Alció capbrú
L'alció capbrú (Halcyon albiventris) és una espècie d'ocell de la família dels alcedínids (Alcedinidae) que habita zones obertes amb arbres de l'Àfrica Subsahariana, principalment al sud de l'Equador, a la República del Congo, sud-est i sud-oest de la República Democràtica del Congo, sud de Somàlia, Kenya, Tanzània, Zàmbia, Malawi, Moçambic, Zimbàbue, est d'Angola, nord de Namíbia, Botswana i Sud-àfrica.